# Eugenio de Nora
Eugenio García de Nora, né le 13 novembre 1923 à Magaz de Cepeda et mort le 2 mai 2018 à Madrid, est un poète espagnol.

## Prix
- Prix Adonáis de poésie 1947
- Prix Boscán 1953
- es:Premio Castilla y León de las Letras 2001